# Columbo: Tödlicher Jackpot
Tödlicher Jackpot (Originaltitel: Death Hits the Jackpot) ist eine erstmals auf ABC gesendete Episode der Kriminalfilm-Reihe Columbo aus dem Jahr 1991. Die deutschsprachige Erstausstrahlung der vierten Folge der zehnten Staffel folgte 1992 auf RTL plus. Der US-amerikanische Schauspieler Rip Torn verkörpert als bankrotter Juwelier und vermeintlicher Lotteriegewinner Leon Lamarr den Gegenspieler von Inspektor Columbo, dargestellt von Peter Falk.

## Handlung
Der mittellose Fotograf Freddy Brower hat sich von seiner Frau Nancy getrennt. Um nicht einen Teil der Schulden begleichen zu müssen, die Freddy mit in die Ehe gebracht hat, verweigert sie die Unterzeichnung der Scheidungspapiere. Während eines Besuches in ihrer Wohnung verfolgt Freddy in einem vermeintlich unbeobachteten Moment die Lotterieziehung im Fernsehen. Begeistert stellt er fest, dass alle sechs Zahlen auf seinem Los übereinstimmen und er den Jackpot über 30 Millionen US-Dollar gewonnen hat. Da er und Nancy offiziell noch verheiratet sind, müsste er die Hälfte seines Gewinnes abgeben. In der Absicht, das Scheidungsverfahren zu beschleunigen, akzeptiert er nun ihre Forderungen. Am nächsten Tag sucht Freddy seinen einzigen lebenden Verwandten Leon Lamarr auf. Sein Onkel, ein bekannter Juwelier, soll den Spielschein einlösen und ihm den Betrag gegen eine Beteiligung überlassen, damit Nancy nicht die Wahrheit erfährt. Lamarr hat jedoch kurz zuvor bei mutmaßlich riskanten Investitionen sein gesamtes Vermögen verloren und sieht im Vorschlag des gutgläubigen Neffen die Gelegenheit, seinen aufwendigen Lebensstil aufrechtzuerhalten. Beide besiegeln ihre Übereinkunft schriftlich. Voller Vorfreude gönnt sich Freddy eine Kiste Champagner und sieht zusammen mit seinen Nachbarn die Fernsehübertragung, bei der der symbolische Scheck an Lamarr überreicht wird. Als dieser sich danach über einen längeren Zeitraum nicht meldet, wird Freddy misstrauisch. Sein Onkel beruhigt ihn mit dem Versprechen, das Geld innerhalb von zwei Wochen bereitzustellen.
An Halloween richten Lamarr und seine Frau Martha ein Kostümfest in ihrer großzügigen Villa aus. Noch bevor die Gäste eintreffen, fährt Lamarr bereits verkleidet als König Georg unbemerkt zu Freddys Wohnung, um seinen lästigen Mitwisser loszuwerden. Dort trifft er auch einen Schimpansen namens Joe an, den Freddy von einem verreisten Freund in Obhut genommen hat. Vor der Übergabe des Lotteriegewinnes, der sich angeblich im Kofferraum seines Wagens befindet, lässt sich Lamarr das Versteck für die Vereinbarung verraten. Von hinten versetzt er Freddy unvermittelt einen kräftigen Schlag und zieht ihn in die gefüllte Badewanne. Dort beschädigt er dessen Armbanduhr und täuscht mit verstellten Zeigern einen späteren Todeszeitpunkt vor. Als Freddy plötzlich aus seiner Bewusstlosigkeit erwacht, drückt Lamarr ihn unter Wasser, bis der Kampf endgültig beendet ist. Nachdem kurz darauf seine heimliche Geliebte Nancy eingetroffen ist, kehrt Lamarr zur Feier in sein Haus zurück. Für ein perfektes Alibi lässt er sich anschließend in Anwesenheit zahlreicher Augenzeugen von Nancy aus Freddys Wohnung anrufen.
Von der Nachbarin Trish alarmiert, beginnen Columbo und seine Kollegen mit den Ermittlungen am Tatort. Obwohl einige Hinweise zunächst auf einen Unfall deuten, wird der Inspektor aufgrund von Unstimmigkeiten beim möglichen Unglückshergang skeptisch. Nach Auswertung der letzten Telefongespräche begibt er sich in Lamarrs Haus und überbringt die Nachricht vom Tod des Neffen. Bei der erneuten Durchsuchung der Wohnung entdeckt Columbo neben den Champagnerflaschen auch ein Angebot für einen teuren Sportwagen. Beide Funde passen nicht zu Freddys bescheidenem Lebensstil, was die Nachbarn bestätigen. Außerdem hatte Freddy zuvor seine Designeruhr, ein Geschenk von Lamarr, aus Geldnot verkauft und durch eine nicht wasserdichte und damit für die Benutzung im Badezimmer ungeeignete Imitation ersetzt. Später wirft der Inspektor zufällig einen Blick auf Freddys Fotoapparat und erkennt, dass die Zahlen der Blendenreihe auf dem Objektiv mit den Gewinnzahlen übereinstimmen. Freddy müsse demnach den Teilnahmeschein selbst abgegeben haben.
Inzwischen kennt Columbo die Identität des Lottomillionärs. Mit den neuen Erkenntnissen konfrontiert, spielt Lamarr das widersprüchliche Verhalten seines Neffen zwar herunter, wird aber zunehmend nervös. Und auch Nancy kann bei der Befragung keine plausible Erklärung liefern, warum sie den Scheidungsvertrag mit der für sie vorteilhaften Schuldenklausel noch nicht unterschrieben hat. Der Inspektor lässt die Verdächtigen wissen, er sei von einem Mord an Freddy überzeugt. Lamarr behauptet, in der Mordnacht die ganze Zeit über zu Hause gewesen zu sein. Columbo präsentiert daraufhin einige Fotos aus Freddy Wohnung, auf denen der Schimpanse abgebildet ist. Die Aufnahmen verbindet eine Gemeinsamkeit: Der Affe hat eine Vorliebe für glänzende Objekte aus Metall. Dessen Fingerabdrücke befinden sich auf der Medaille, die Lamarr als Teil seines historischen Kostüms um den Hals trug. Somit kann nachgewiesen werden, dass sich Lamarr zum fraglichen Zeitpunkt ebenfalls in der Wohnung des Opfers befand. Folglich habe Nancy Anspruch auf den gesamten Gewinn. Lamarr fühlt sich hintergangen und belastet Nancy als Komplizin, woraufhin beide abgeführt werden.

## Besetzung und Synchronisation
Die deutschsprachige Synchronfassung entstand bei der Neue Tonfilm München unter der Dialogregie und nach einem Dialogbuch von Pierre Peters-Arnolds.
| Figur                   | Darsteller         | Deutscher Sprecher |
| ----------------------- | ------------------ | ------------------ |
| Lieutenant Columbo      | Peter Falk         | Horst Sachtleben   |
| Gaststars               |                    |                    |
| Leon Lamarr             | Rip Torn           | Mogens von Gadow   |
| Nancy Brower            | Jamie Rose         | Marina Köhler      |
| Freddy Brower           | Gary Kroeger       | Walter von Hauff   |
| Martha Lamarr           | Betsy Palmer       |                    |
| Detective Jack Stroller | Warren Berlinger   | Michael Gahr       |
| Gregory Lopiccolo       | Antony Ponzini     |                    |
| Momma                   | Penny Santon       |                    |
| Judy                    | Marilyn Tokuda     |                    |
| Trish                   | Britt Lind         | Kathrin Simon      |
| Weitere Darsteller      |                    |                    |
| Detective Lancer        | Robert Alan Browne |                    |
| Detective Braverman     | Daniel Trent       |                    |
| Mr. Weatherford         | Michael Prince     | Leo Bardischewski  |
| Zeremonienmeister       | Dick Patterson     | Klaus Guth         |
| Autoverkäufer           | Webster Williams   | Tommi Piper        |

## Rezeption
Die Fernsehzeitschrift TV Spielfilm vergab eine positive Wertung (Daumen hoch): „Ein seltener Volltreffer aus der Neuauflage. […] Eine der besseren Filme der späteren Reihe. Schon, weil Onkel Leon ein smarterer Bösewicht als üblich ist. Das spornt Columbo zu Höchstleistungen an.“
Der Autor Michael Striss wertete mit zwei von vier Sternen (durchschnittlich). Er kritisierte die Interpretation der Rolle des Gegenspielers: „Schon in »Mord in Pastell« suchte Columbo nach fremden Fingerabdrücken. Damals erwies er sich selbst als Grabscher, diesmal ist es ein Affe. Der Schimpanse ist fotogen, dafür aber leidet die Episode an dem manierierten Spiel von Rip Torn, der als Charakterdarsteller schon wahrlich mehr Format bewiesen hat.“
Der Autor Mark Dawidziak fand hingegen anerkennende Worte: „Die Folge hat ihre Probleme, aber Torn ist ein sensationeller Gastmörder für Columbo. Seine Bereitschaft zur Improvisation mit Falk zeigt sich in mehreren Szenen.“